# Canelita Medina
Canelita Medina (6 tháng 3 năm 1939 – 4 tháng 7 năm 2023), là một ca sĩ salsa người Venezuela  chú ý khi hát theo phong cách Son Cuba. Cô luôn mơ ước trở thành ca sĩ khi còn là một cô gái trẻ, bắt chước ca sĩ salsa Celia Cruz. Khi Canelita Medina tham gia một chương trình tài năng trên đài phát thanh Continente, cô đã thu hút sự chú ý của các đặc vụ tài năng với giọng nói độc đáo của mình. Trong những năm qua, Canelita đã đạt được nhiều thành công lớn, cả trong nước và quốc tế, và thành công cho đến ngày nay. Trải qua hơn 50 năm sống với tư cách là một nghệ sĩ, Canelita Medina đã nhận được nhiều giải thưởng.
Con gái của Canelita Medina, Trina Medina, cũng có một sự nghiệp đáng chú ý trong âm nhạc với tư cách là một nghệ sĩ độc tấu và nhà viết nhạc cho bộ phim Venezuela năm 2007, Una abuela virgen. (xem tiểu sử của cô bằng tiếng Tây Ban Nha.) Trong The Book of Salsa, Rondón tuyên bố rằng, " không thể bỏ qua những đóng góp của Canelita và con gái Trina Medina, mỗi người có phong cách riêng biệt, nhưng có kết nối. " 

## Tiểu sử
Canelita Medina, tên thật là Rogelia Medina, được sinh ra tại cảng La Guaira vào ngày 6 tháng 3 năm 1939 và được xem là một trong những biểu tượng vĩ đại nhất của " Son Montuno ". Cô là nguồn tự hào dân tộc cho Venezuela và 'huyền thoại sống' của họ, gần đây kỷ niệm năm mươi năm cuộc đời là một nghệ sĩ với bộ sưu tập CD. Cô được coi là một trong những giọng nói linh hoạt nhất ở Venezuela để hát nhạc như Son, Guajira, Montuno nhịp nhàng và Bolero. Canelita Medinađã thể hiện năng khiếu ca hát từ nhỏ. Sự nghiệp âm nhạc của cô bắt đầu ở mức độ chuyên nghiệp vào năm 1957 với vở kịch "Sonora Caracas", người mà cô vẫn ở lại trong bảy năm và thực hiện bản thu âm đầu tiên "Canelita". Cô cũng tham gia " Los megatones de Lucho " và "Los Caribes" của Victor Piñero, sau màn trình diễn của cô cùng với "Estrellas Latinas" của La Guaira. Canelita đã tạm dừng các buổi biểu diễn trong thời gian 8 năm, cho đến khi tham gia Federico Betancourt trong "Federico y su Combo Latino" và thu âm bản hit đầu tiên của cô, "Besos brujos". Cô là người phụ nữ ca sĩ độc đáo trong dàn nhạc cùng với El Negrito Calavén, Carlín Rodríguez, El Bobby, Joe Ruiz, Orlando Watussi, Wladimir Lozano, Dimas Pedroza, Manny Bolaños và những người khác. Tuy nhiên, tài năng của cô đã trở nên nổi tiếng sau khi Canelita Medina quyết định đi hát solo, thu âm album huyền thoại Sones y Guajira, một tác phẩm kinh điển của đĩa hát Venezuela. Album bao gồm "Rosa roja", "Yo no escondo a mi abuelita" và "Eso no es ná", trong số những người khác. Sau đó, cô đã thu âm các album làm nổi bật thành công lớn của mình, như Quiéternal, Noche triunfal và Canto a La Guairá, trong số những người khác, cho đến khi cô tham gia với El Sonero Clásico del Caribe, người mà cô đã thu âm hai album, từ đó hai bài hát "Tanto y tanto "và" Ta ta Candela "đã trở thành bài hát hit quốc tế.
Sau vài năm, Canelita Medina đã thành lập nhóm nhạc của riêng mình, người mà cô đã biểu diễn nhiều lần. Ca sĩ Venezuela phổ biến xen kẽ buổi biểu diễn trong biểu diễn quốc tế công nhận với các nhóm khác nhau như Orquesta América, La Aragón, Sonora Matancera, El Gran Combo de Puerto Rico, Los Hermanos LeBron, Estrellas de Fania, Richy Ray và Bobby Cruz, Sonora Ponceña, Johnny Pacheco, Celia Cruz, Oscar D'León và José Mangual Jr. Cô đã biểu diễn độc tấu ở nhiều thành phố của Venezuela, cũng như ở nhiều quốc gia khác nhau, bao gồm Peru, Colombia, Costa Rica, Curacao, Aruba, Hoa Kỳ, México và Cuba.
Bà qua đời ngày 4 tháng 7 năm 2023, thọ 84 tuổi.